# Ayşe Kulin
Ayşe Kulin (ur. 26 sierpnia 1941 w Stambule) – turecka pisarka, scenarzystka i dziennikarka, znana z podejmowania w swojej twórczości tematów społecznych i politycznych.    

## Życiorys
Jej ojciec, Muhittin Kulin, pochodzenia boszniackiego, współtworzył tureckie Ministerstwo Gospodarki Wodnej. Matka, Sitare Hanım, była Czerkieską i wnuczką pierwszego osmańskiego ministra gospodarki. Kulin dorastała w Ankarze, jednak letnie miesiące spędzała w Stambule z rodziną matki, wychowaną w tradycjach osmańskich.    
Studiowała literaturę na American College for Girls w Arnavutköy. W czasie pierwszego wojskowego zamachu stanu w 1960 była aktywną działaczką socjaldemokratyczną. W latach 80. pracowała jako redaktorka i reporterka w tureckich gazetach i magazynach oraz jako producentka teatralna, kierowniczka artystyczna i scenarzystka w programach telewizyjnych, reklamach i filmach.
W 1996 otrzymała Nagrodę Saita Faika za Opowiadanie za tekst Foto Sabah Resimleri. Jej pierwsza powieść, Adı: Aylin (1997), zawierająca wątki autobiograficzne, przyniosła jej tytuł „Pisarki Roku” przyznany przez Wydział Literatury Uniwersytetu Stambulskiego.

### Twórczość
Kulin porusza w swoich powieściach tematy społeczne i polityczne, podkreślając: „Moją misją jako pisarki jest dotykanie społecznych ran”.
W 1999 opublikowała Sevdalinka, powieść poświęconą represjom wobec mniejszości muzułmańskiej oraz wojnie domowej w Bośni. Do pracy nad powieścią Köprü (2001) odbyła podróże badawcze po wschodnich prowincjach Turcji, aby wiernie oddać realia życia tamtejszej, głównie kurdyjskiej, ludności.
Jej powieść Nefes Nefese (2002; polskie wydanie: Ostatni pociąg do Stambułu, 2010) opowiada o tureckich dyplomatach i członkach francuskiego ruchu oporu, którzy podczas II wojny światowej pomagali Żydom uciec z Europy Orient Expressem. Książka opiera się na autentycznych relacjach ocalałych.
W 2005 wydała Bir Gün, powieść o spotkaniu tureckiej dziennikarki i kurdyjskiej polityczki, więzionej za swoje przekonania. Kulin porusza w niej kwestie przemocy państwowej, tortur, warunków w tureckich więzieniach, braku dostępu Kurdów do edukacji, ograniczonych praw obywatelskich kobiet, vendetty i zabójstw honorowych. Bohaterki, początkowo pełne uprzedzeń, stopniowo zaczynają rozumieć swoje odmienne perspektywy.

## Wyróżnienia
Wiele powieści i opowiadań Kulin zostało zekranizowanych oraz przetłumaczonych na kilka języków. W 2007 roku została honorową ambasadorką UNICEF.

## Publikacje

### Powieści
- Adı: Aylin (1997)
- Sevdalinka (1999)
- Füreya (2000)

- Köprü (2001)
- Nefes Nefese (2002; polskie wydanie: Ostatni pociąg do Stambułu, 2010[4])
- Gece Sesleri (2004)
- Bir Gün (2005)
- Veda (2008)
- Umut (2008)
- Türkan (2009)
- Hayat - Dürbünümde Kırk Sene (1941-1964), (2011)
- Hüzün - Dürbünümde Kırk Sene (1964-1983), (2011)
- Gizli Anların Yolcusu (2011)
- Bora'nın Kitabı (2012)
- Dönüş (2013)
- Hayal (2014)
- Handan (2014)
- Tutsak Güneş (2015)
- Kanadı Kırık Kuşlar (2016)
- Kördüğüm (2017)
- Son (2018)
- Her Yerde Kan Var (2019)
- Hazan (2021)
- Taksiii (2022)
- Yarın Yok (2024)
- 4 Gün 3 Gece (2024)[6]

### Zbiory opowiadań
- Güneşe Dön Yüzünü (1984)
- Geniş Zamanlar (1998)
- Foto Sabah Resimleri, (1998)
- Bir Varmış Bir Yokmuş (2007)